# Ophrys fuciflora candica
L'ofride di Creta (Ophrys fuciflora subsp. candica E.Nelson ex Soó, 1978) è una pianta appartenente alla famiglia delle Orchidacee, distribuita nel bacino del Mediterraneo orientale.
Il suo epiteto specifico deriva da Candia, antica denominazione dell'isola di Creta, dove questa entità fu per la prima volta descritta.

## Descrizione
È una pianta erbacea geofita bulbosa con fusto alto 15–40 cm.
I fiori, da 2 a 7, sono riuniti in una infiorescenza lassa. Presentano sepali ovato-lanceolati, di colore dal bianco al violetto e petali triangolari, lunghi circa 1/5 dei sepali. Il labello è di forma quasi quadrangolare (10–14 mm x 10–14 mm), di colore bruno-rossiccio, ricoperto da una fine peluria, con macula dal disegno semplice, quadrangolare o scutiforme, con un distinto bordo di colore più chiaro; l'apicolo è di colore giallo-verdognolo, rivolto all'insù.
Fiorisce da aprile a maggio.

## Biologia
Come la gran parte delle specie del genere Ophrys si riproduce per impollinazione entomogama: gli insetti impollinatori sono generalmente imenotteri apoidei che riconoscono (o credono di riconoscere) nella figura disegnata sul labello una propria femmina e quindi tentano una copulazione col solo risultato di trasferire il polline da un individuo floreale all'altro. Anche il profumo emesso dall'orchidea imita i ferormoni dell'insetto femmina per incitare ulteriormente l'insetto maschio all'accoppiamento. Questo fiore è privo di nettare per cui a impollinazione avvenuta l'insetto non ottiene nessuna ricompensa; questa specie può quindi essere classificata tra i “fiori ingannevoli”.
La successiva germinazione dei semi è condizionata dalla presenza di funghi specifici (i semi sono privi di albume. La disseminazione è di tipo anemocora.

## Distribuzione e habitat
Questa specie ha un areale mediterraneo-orientale che comprende l'Italia sud-orientale, l'isola di Creta, le isole dell'Egeo e l'Anatolia sud-orientale.
In Italia è presente in Puglia (Salento) e in Basilicata (provincia di Matera); sporadiche segnalazioni sono state fatte in Calabria, Sicilia e Sardegna ma la loro validità è dubbia.
Cresce in prati magri, garighe e radure di macchia, dal livello del mare fino a 100 m di altitudine.

## Tassonomia

### Ibridi
Sono stati descritti i seguenti ibridi interspecifici:
- Ophrys × morellensis O.Danesch & E.Danesch, 1972 (Ophrys apifera × O. f. candica)
- Ophrys × sivana H.Baumann & Künkele, 1986 nothosubsp. renatafontae Gennaio, Gargiulo, Medagli & Chetta, 2016   (O. f. candica × Ophrys fuciflora subsp. parvimaculata)
- Ophrys × valdevariabilis O.Danesch & E.Danesch, 1972 (Ophrys fuciflora subsp. apulica × O. f. candica)
- Ophrys × warwarensis H.Baumann & Künkele, 1986 (Ophrys heldreichii × O. f. candica)
- Ophrys x medaglii Turco, Ruggiero, Medagli, D'emerico, & Gennaio 2010 (O. f. candica x O. bombyliflora)